# Блатата – с. Долни Богоров
Блатата – с. Долни Богоров е защитена местност в България. Намира се в землището на село Долни Богров, област София.
Защитената местност е с площ 14,8 ha. Обявена е на 24 ноември 1993 г. с цел запазване на естествените местообитания на защитени и редки видове птици. Част е от територията на защитената зона от Натура 2000 по директивата за птиците Долни Богров – Казичене.
В защитената местност се забраняват:
- убиване, улавяне, опръстеняване и безпокоене на гнедещите птици, разваляне на гнездата, събиране на яйца или малките им;
- строителство и всякакви други дейности, които увреждат естествения облик на местността или променят неблагоприятно водния и режим;
- всякакъв вид сечи;
- залесяване с неприсъщи за района видове;
- лов и риболов през време на размножителния период на птиците от 1 април до 30 юли;
- замърсяване на водите и терена с отпадъци.[1]